# Асти (Француска)
Асти (фр. Astis) насеље је и општина у југозападној Француској у региону Аквитанија, у департману Атлантски Пиринеји која припада префектури По.
По подацима из 2011. године у општини је живело 310 становника, а густина насељености је износила 98,1 становника/km². Општина се простире на површини од 3 km². Налази се на средњој надморској висини од 234 метара (максималној 242 m, а минималној 160 m).

## Демографија
| 1962. | 1968. | 1975. | 1982. | 1990. | 1999. | 2011. |
| ----- | ----- | ----- | ----- | ----- | ----- | ----- |
| 111   | 101   | 98    | 163   | 198   | 266   | 310   |

График промене броја становника у току последњих година